# スコット・バクラ
スコット・スチュワート・バクラ（Scott Stewart Bakula、1954年10月9日 - ）は、アメリカの俳優。

## 人物
『タイムマシーンにお願い』と『スタートレック:エンタープライズ』への出演で広く知られている。CBSで1996年に放映された『Mr. & Mrs. Smith』でマリア・ベロと共演、『TVキャスター マーフィー・ブラウン』でも共演した。

## 経歴
ミズーリ州セントルイスに生まれ、カークウッドハイスクールを1973年に卒業。高校ではサッカーやテニス、演劇を行っている。カンザス大学入学後、最初は法律を学んだが、『ゴスペル』（劇の名称(Gospell)。ゴスペル(gospel music)とは別）で主役的な役柄を演じ、演劇を志向するようになる。その後ニューヨークに移り、ブロードウェイの『ジョセフ・アメージング・テクニカラー・ドリームコート』と『屋根の上のバイオリン弾き』に出演した。
1983年には『マリリン』のジョー・ディマジオ役でデビュー。テレビでのデビューはカナダドライとフォルガーのノンカフェインコーヒーのコマーシャルであった。
また、1988年にブロードウェイミュージカルの『ロマンス，ロマンス』で演じたアルフレッド/サム役でトニー賞にノミネート。『ロマンス，ロマンス』での演技とトニー賞へのノミネートは、『タイムマシーンにお願い』でディーン・ストックウェルを相手に主演した。この SF シリーズで、バクラはサム・ベケット博士というタイムトラベラーを演じている。この番組での演技によりゴールデングローブ賞が与えられるとともに、エミー賞の最優秀賞候補に4回ノミネートされた（ゴールデングローブ賞候補は3回）。しかし番組の視聴率は低かったため、1993年に打ち切られた。
1999年にアカデミー賞を受賞した映画『アメリカン・ビューティー』では、サム・ロバーズ演じるジム・バークレイの同性のパートナー、ジム・オルメイヤーを演じている。
『スタートレック:エンタープライズ』では、地球初の深宇宙探査船を指揮して調査飛行を行い、地球の危機を救うジョナサン・アーチャー船長を演ずる。
ミュージカルにも出演しており、2006年3月から4月にかけてフォード劇場で『シェナンドア』を演じた。なお劇場での初出演は1976年である。
またサンドラ・ボイントンの子供向 CD 「フィラデルフィアの鶏」の17曲目に出演し "Pig Island" を歌っているが、このCDには「全年齢向:ただし43歳は除く」と表示されている。
1993年に発売されたAmiga用シューティングゲーム『エイリアンブリードII』で、登場キャラクターのイメージとしてバクラが選択可能になっていた。ただし許諾があったのかどうかは不明である。

## 私生活
1981年にクリスタ・ニューマンと結婚し、二人の子供を儲けたが、1995年に離婚。1996年には女優チェルシー・フィールドと暮らしはじめ、さらに二人の子どもをもうけた。

## 主な出演作品

### 映画
| 公開年 | 邦題 原題                                             | 役名                            | 備考                        |
| ------ | ----------------------------------------------------- | ------------------------------- | --------------------------- |
| 1987   | 恋のラストチェイス The Last Fling                     | ドリュー                        | テレビ映画                  |
| 1990   | マージョリーの告白 Sibling Rivalry                    | ハリー・ターナー                |                             |
| 1991   | スーパー・タッチダウン Necessary Roughness            | ポール・ブレイク                |                             |
| 1993   | エアポート'98 Mercy Mission: The Rescue of Flight 771 | ジェイ・パーキンス              | テレビ映画                  |
| 1994   | 薔薇の素顔 Color of Night                             | ボブ・ムーア                    |                             |
| 1994   | エスケイプ/FBI証人保護プログラム Nowhere to Hide      | ケヴィン・ニコラス              | テレビ映画                  |
| 1995   | ミ・ファミリア My Family Mi Familia                   | デヴィッド                      |                             |
| 1995   | ロード・オブ・イリュージョン Lord of Illusions        | ハリー・ダムーア                |                             |
| 1995   | インベーダー The Invaders                             | ノーラン・ウッド                | テレビ映画                  |
| 1996   | シングル・ファーザー The Bachelor's Baby              | ジェイク・ヘンリー              | テレビ映画 出演・製作総指揮 |
| 1996   | キャッツ・ドント・ダンス Cats Don't Dance             | ダニー                          | 声の出演                    |
| 1998   | メジャーリーグ3 Major League: Back to the Minors      | ガス・カントレル                |                             |
| 1999   | ネットフォース NetForce                               | アレックス・マイケルズ          | テレビ映画                  |
| 1999   | 殺人ゲーム Mean Streak                                | ルー・マットーニ                | テレビ映画                  |
| 1999   | アメリカン・ビューティ American Beauty                | ジム                            |                             |
| 2000   | 愛する人々 Papa's Angels                              | ジェンキンス                    | テレビ映画 出演・製作総指揮 |
| 2001   | 海辺の家 Life as A House                              | カート・ウォーカー              |                             |
| 2001   | ベールの向こうに What Girls Learn                     | ニック                          | テレビ映画 出演・製作総指揮 |
| 2009   | インフォーマント! The Informant                       | ブライアン・シェパードFBI捜査官 |                             |
| 2011   | ミッション: 8ミニッツ Source Code                     | コルターの父                    | 声のみ                      |
| 2013   | 恋するリベラーチェ Behind the Candelabra              | ボブ・ブラック                  |                             |
| 2014   | トレヴィの泉で二度目の恋を Elsa & Fred                | レイモンド・ヘイズ              |                             |

### テレビシリーズ
| 放映年    | 邦題 原題                                                            | 役名                           | 備考                                                 |
| --------- | -------------------------------------------------------------------- | ------------------------------ | ---------------------------------------------------- |
| 1986-1988 | 浮気なおしゃれミディ Designing Women                                 | テッド                         | 計5話出演                                            |
| 1988      | Eisenhower & Lutz                                                    | バド                           | 計13話出演                                           |
| 1989-1993 | タイムマシーンにお願い Quantum Leap                                  | サム・ベケット                 | 計97話出演                                           |
| 1993-1996 | TVキャスター マーフィー・ブラウン Murphy Brown                       | ピーター・ハント               | 計13話出演                                           |
| 1996-1997 | Mr. & Mrs. Smith                                                     | ミスター・スミス               | 計13話出演                                           |
| 2001-2005 | スタートレック:エンタープライズ Star Trek: Enterprise                | ジョナサン・アーチャー         | 計98話出演                                           |
| 2008      | ボストン・リーガル Boston Legal                                      | ジャック・ロス                 | 第4シーズン第13話「Glow in the Dark」                |
| 2009-2010 | CHUCK/チャック Chuck                                                 | ステファン・J・バトウスキー    | 計7話出演                                            |
| 2009-2011 | MOACA/も〜アカンな男たち Men of a Certain Age                        | テリー・エリオット             | 計22話出演                                           |
| 2012      | デスパレートな妻たち Desperate Housewives                            | トリップ・ウエストン           | 計5話出演                                            |
| 2012      | LAW & ORDER:性犯罪特捜班 Law & Order: Special Victims Unit           | ケント・ウエブスター           | 第14シーズン第7話「Vanity's Bonfire」                |
| 2013      | チャーリー・シーンのハーパー★ボーイズ Two and a Half Men             | ジェリー                       | 第10シーズン第20話「Bazinga! That's From a TV Show」 |
| 2014      | NCIS 〜ネイビー犯罪捜査班 NCIS: Naval Criminal Investigative Service | ドウェイン・“キング”・プライド | 計2話出演                                            |
| 2014-     | NCIS: ニューオーリンズ NCIS: New Orleans                             | ドウェイン・“キング”・プライド |                                                      |

## 参照
1. 1 2  “Scott Bakula Biography (1954?-)”.   FilmReference.com. 2012年11月16日閲覧。